# 世田谷区立経堂小学校
世田谷区立経堂小学校（せたがやく きょうどうしょうがっこう）は、世田谷区桜上水1丁目23-3にある世田谷区の区立学校である。一流の人間を目標に教育を行なっている。

## 沿革
- 1941年（昭和16年）1月 - 東京市経堂尋常小学校として、第二桜小学校（現桜丘小学校) 、塚戸小学校、松沢小学校、上北沢小学校から計469名が編入する形で開校した。
- 1944年（昭和19年）[2] - 戦局の悪化により、長野県東筑摩郡里山辺村に疎開（学童疎開）した。
- 1966年（昭和41年） - 校舎竣工[3]。
- 1969年（昭和44年） - プール竣工[3]。
- 1973年（昭和48年） - 体育館竣工[3]。
- 2027年（令和9年） - この年度から2036年（令和18年）度にかけて、『建物整備・保全計画』第2期計画による校舎改築（予定）[3]。

## 学区
- 経堂2～3丁目
- 桜上水
  - 1丁目
  - 2丁目1～7番、10～17番
  - 3丁目1番、3番、4番、19番、
- 船橋5丁目1～16番、18～25番、26番8号～、27～35番
- 宮坂3丁目10～33番、36番、37番、39～52番

## 進学先中学校
- 世田谷区立緑丘中学校

## アクセス
- 小田急バス「梅01」・「経01」・「経02」及び京王バス「経02」の各系統で、
  - 「経堂小学校前」停留所より、校舎南東側の門まで、
    - 千歳船橋駅・希望ヶ丘団地・八幡山駅行のりばから、徒歩約285m・約5分。
    - 梅ヶ丘駅・経堂駅行のりばから、徒歩約255m・約4分。
      - なお、学校敷地からバス停は非常に近いが、道路と校門との位置関係で、遠回りとなる。

  - 「桜上水二丁目」バス停より、経堂小学校学童クラブ側の門まで、
    - 千歳船橋駅・希望ヶ丘団地・八幡山駅行のりばから、徒歩約145m・約2分。
    - 梅ヶ丘駅・経堂駅行のりばから、徒歩約165m・約3分。